# Lisa Henni
Lisa Henni (Östersund, 19 september 1982) is een Zweedse actrice. Ze volgde haar opleiding aan de Mountview Academy of Theatre Arts in Londen. In 2010 maakte ze haar debuut in de Zweedse film Snabba Cash (Easy Money), waarin ze een hoofdrol speelde. In 2012 kwam op deze film een vervolg: Snabba Cash 2.

## Filmografie (selectie)
Televisieprogramma's
- 2015: Arne Dahl - als Pia (2 afleveringen)
- 2015: Beck - als Frida (1 aflevering)
- 2016: Midnight Sun - als Justina Persson (2 afleveringen)
- 2016: Fallet  - als Sophie Borg (8 afleveringen)
- 2018 - 2020: Rig 45  - als Petra (12 afleveringen)
- 2020 - 2022: Lyckoviken (Hammarvik) - als Madelene (18 afleveringen)
- 2021: Zebrarummet (A Class Apart) - als Jovanna (6 afleveringen)

Films
- 2010: Snabba Cash - als Sophie
- 2012: Snabba Cash II (Easy Money II: Hard to Kill) - als Sophie